# Lepanthes unijuga
Lepanthes unijuga är en orkidéart som beskrevs av Carlyle August Luer och Stig Dalström. Lepanthes unijuga ingår i släktet Lepanthes och familjen orkidéer. Inga underarter finns listade i Catalogue of Life.